# Goswin (biskup polski)
Goswin – dwunastowieczny polski biskup, którego zgon odnotowano w nekrologu wrocławskiego opactwa św. Wincentego pod datą dzienną 5 kwietnia. Jego diecezja nie jest znana, według hipotezy Wojciecha Kętrzyńskiego był biskupem poznańskim lub lubuskim, gdyż katalogi biskupów tych diecezji (szczególnie poznańskiej) w XII wieku zawierają znaczące luki.